# Agitation

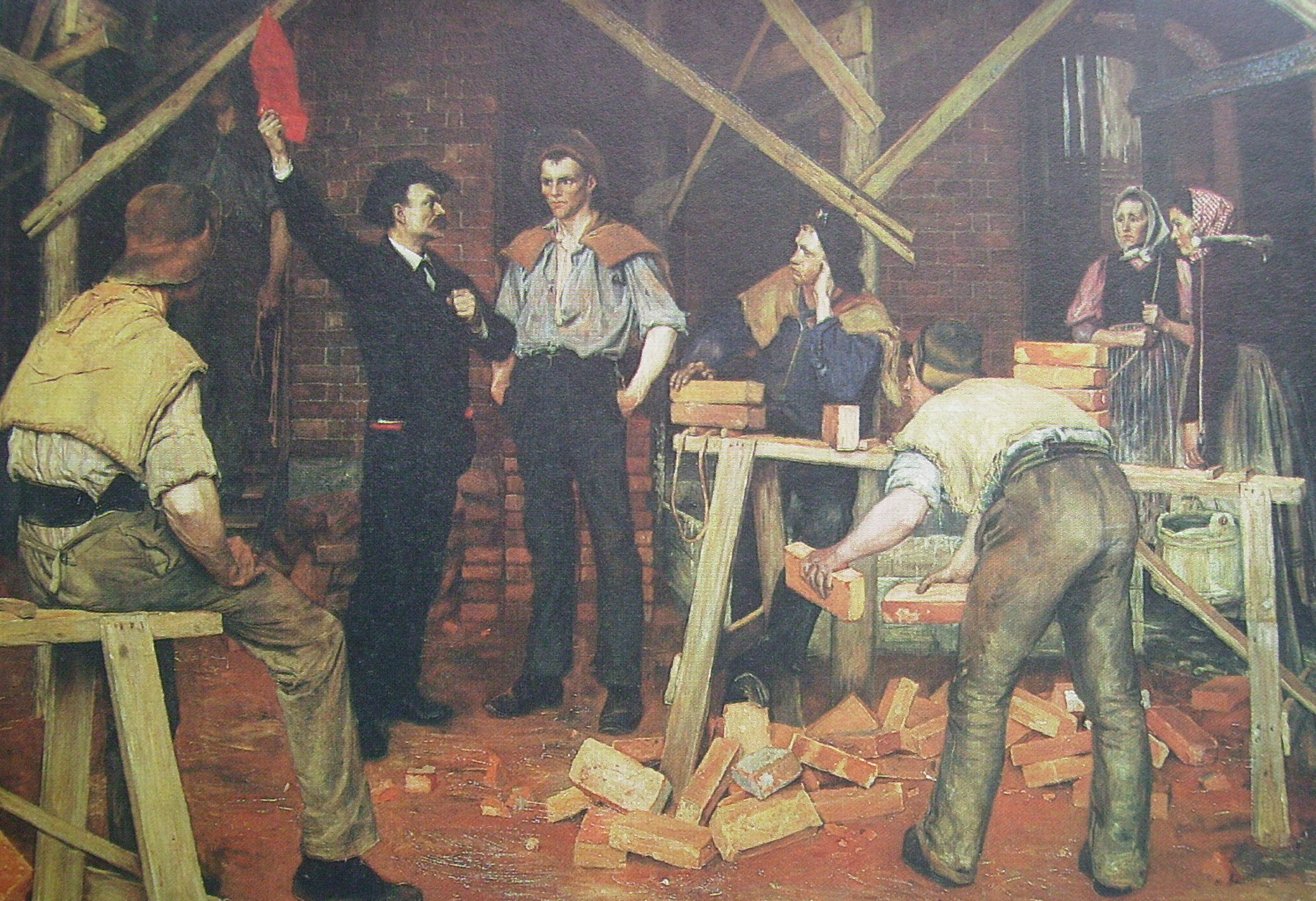
Hildur Hults målning "Agitation" (1899).

Agitation (av lat. agitare) innebär att sätta i rörelse; ivrigt bearbeta, uppvigla, upphetsa (i ett visst syfte). - Agitation, bearbetning av den allmänna meningen, uppvigling, upphetsning. - Agitator, uppviglare, person, som bearbetar den allmänna meningen till förmån för någon (vanligen politisk) åsikt.

## Exempel på agitatorer
- Dumnorix
- Gustav Vasa
- Elise Ottesen-Jensen
- August Palm
- Kata Dalström [1]
- François-Noël Babeuf
- Anton Nyström
- David Ricardo
- Francesco Crispi
- Vladimir Lenin
- Adolf Hitler
- Malcolm X